# Ben Testerman
Ben Testerman (n, 2 de febrero de 1962 en Knoxville, Estados Unidos) es un jugador de tenis estadounidense. En su carrera ha conquistado un torneo ATP y su mejor posición en el ranking de individuales fue Nº22 en diciembre de 1984 y en el de dobles fue Nº33 en marzo de 1985. También es recordado por haber llegado a la semifinal del Abierto de Australia en 1984.

## Títulos (1; 0+1)

### Finalista (1)
| N.º | Fecha | Torneo            | Superficie | Oponente en la final | Resultado     |
| --- | ----- | ----------------- | ---------- | -------------------- | ------------- |
| 1.  | 1983  | Monterrey, México | Moqueta    | Sammy Giammalva Jr.  | 4–6, 6–3, 3–6 |

### Dobles (1)
| N.º | Fecha | Torneo              | Superficie | Pareja      | Oponentes en la final         | Resultado |
| --- | ----- | ------------------- | ---------- | ----------- | ----------------------------- | --------- |
| 1.  | 1984  | Livingston, EE. UU. | Dura       | Scott Davis | Paul Annacone Glenn Michibata | 6–4, 6–4  |

### Finalista en dobles (3)
| N.º | Fecha | Torneo              | Superficie | Pareja       | Oponentes en la final      | Resultado     |
| --- | ----- | ------------------- | ---------- | ------------ | -------------------------- | ------------- |
| 1.  | 1985  | Houston, EE. UU.    | Moqueta    | Hank Pfister | Peter Fleming John McEnroe | 3–6, 2–6      |
| 2.  | 1985  | Cleveland, EE. UU.  | Dura       | Hank Pfister | Leo Palin Olli Rahnasto    | 3–6, 7–6, 6–7 |
| 3.  | 1985  | Brisbane, Australia | Moqueta    | Bud Schultz  | Martin Davis Brad Drewett  | 2–6, 2–6      |